# Мацудайра Таданао
Мацудайра Таданао (松平 忠直? 16 июля 1595 — 5 октября 1650) — японский даймё в начале периода Эдо, 2-й глава Фукуи-хана (1607—1623). Внук сёгуна Токугава Иэясу.

## Биография
Старший сын Юки Хидэясу (1574—1607), 1-го даймё Фукуи-хана (1601—1607). Его матерью была наложница Леди Накагава.
В июне 1607 года после смерти своего отца 11-летний Таданао унаследовал отцовский домен и был провозглашен вторым даймё Фукуи-хана. Таданао сменил фамилию Юки на Мацудайра, а фамилию Юки передал своему младшему брату Наомото.
В 1611 года Мацудайра Таданао женился на своей двоюродной сестре Кацу-химэ, дочери второго сёгуна Токугава Хидэтада.
В 1614—1615 годах Мацудайра Таданао участвовал в Осакской кампании своего деда Токугавы Иэясу против Тоётоми Хидэёри. Вначале он опоздал на осаду Осаки, что очень не понравилось его деду. Во время зимней кампании 1614 года действовал неудачно, чем вызвал недовольство деда. Однако во время летней кампании 1615 года он реабилитировался, удачно сражаясь против Санада Юкимура. Тем не менее, он не получил никакой награды за своё участие в кампании. Его придворный чин остался сравнительно низким jusanmi-Санги (従三位参议; младший советник 3-го ранга), а его отец носил звание тюнагон (中纳言, ближний советник).
В 1621 году Мацудайра Таданао притворился больным и отказался совершить поездку в Эдо, столицу сёгуната. В следующем 1622 году он попытался умертвить свою жену. В том же году Таданао был лишен владений и отправлен в ссылку в Огивара (провинция Бунго), где стал буддийским священником.
В 1623 году новым даймё Фукуи-хана сёгунат назначил Мацудайра Тадамаса (1597—1645), младшего брата Таданао. Мицудайра Мицунага (1616—1707), старший сын Таданао, в 1624 году получил во владение домен Такада-хан в провинции Этиго (1624—1681).
В октябре 1650 года 55-летний Мацудайра Таданао скончался.